# St. Joseph (Schwäbisch Hall)

St. Joseph um 1900

St. Joseph (Schwäbisch Hall), Bild vom Ende des 19. Jahrhunderts

Die katholische Pfarrkirche St. Joseph befindet sich am Kurzen Graben 1 in Schwäbisch Hall.

## Geschichte und Beschreibung
Der Bau wurde von 1885 bis 1886 nach Plänen des Haller Bauinspektors Pfeifer und des Stuttgarter Architekten Ulrich Pohlhammer errichtet. Die Weihe erfolgte am 30. Juni 1887. Joseph Balluff, Kaplan aus Schwäbisch Gmünd, war als erster Stadtpfarrer dort tätig.
Das Gebäude ist eine dreischiffige Quader-Basilika mit Kirchturm an der Seite im Stil der Neogotik. 1938 und 1950 wurde sie renoviert, 1977 wurde der Chorraum umgestaltet, von 1997 bis 2001 erfolgte eine weitere Sanierung, in deren Verlauf die Fundamente trockengelegt und das Mauerwerk entsalzt wurde. Der Innenraum wurde im Zuge dieser Sanierung neu gestaltet. Fenster und Bronzearbeiten von Monika Baumhauer wurden in die Kirche integriert.
Fenster, Altar, Ambo, Tabernakelstele sowie ein Stehkreuz im Chorraum wurden für die Neugestaltung 2001 geschaffen. Danach erfolgte die Neuweihe durch Bischof Gebhard Fürst am 14. Oktober 2001.